# Józef Chrobak
Józef Zbigniew Chrobak (ur. 28 lutego 1948 w Jarosławiu, zm. 2 października 2015 w Krakowie) – polski krytyk i kurator wielu wystaw, dokumentalista polskiego życia artystycznego.

## Życiorys
Syn Bolesława i Janiny. W 1966 ukończył liceum ogólnokształcące w Przeworsku, w latach 1966–1970 studiował fizykę i astronomię na Uniwersytecie Jagiellońskim, w latach 1972–1974 pracował jako instruktor w Polskim Towarzystwie Miłośników Astronomii.
W Krakowie założył razem z Marią Annę Potocką i prowadził wspólnie z nią Galerię Pi (1972–1980), pierwszą w PRL prywatną galerię sztuki współczesnej, oraz Galerię Pawilon (1974–1979). W latach 1980–1985 prowadził Galerię Pawilon samodzielnie. W latach 1986–1992 pracował jako kurator wystaw w Galerii Uniwersyteckiej w Cieszynie, w latach 1989–2003 był dyrektorem Galerii Krzysztofory, w latach 2001–2015 pracował jako kierownik programowy, kurator i redaktor w Ośrodku Dokumentacji Sztuki Tadeusza Kantora Cricoteka, w latach 2013–2015 jako kurator i redaktor w Muzeum Sztuki Współczesnej w Krakowie MOCAK. Od 1985 był członkiem II Grupy Krakowskiej.
W 1978 razem z Marią Anną Potocką przygotował w Pałacu Sztuki w Krakowie wystawę I Grupy Krakowskiej Awangarda artystyczna z kręgu KPP, w 1994 samodzielnie w Galerii Zachęta wystawę Grupa Krakowska 1932-1984, w 2000 w tej samej galerii wystawę Nowocześni 1948-1954. W kolejnych latach przygotował w Polsce i za granicą wiele wystaw Tadeusz Kantora i artystów Grupy Krakowskiej, był także autorem wielu publikacji, w tym katalogów i kalendariów poświęconych tym artystom. Dla MOCAK realizował wystawy Władysława Hasiora i Krzysztofa Niemczyka.  
W 1996 i 1998 otrzymał Nagrodę Krytyki Artystycznej im. Jerzego Stajudy.